# Canon EOS-1D X

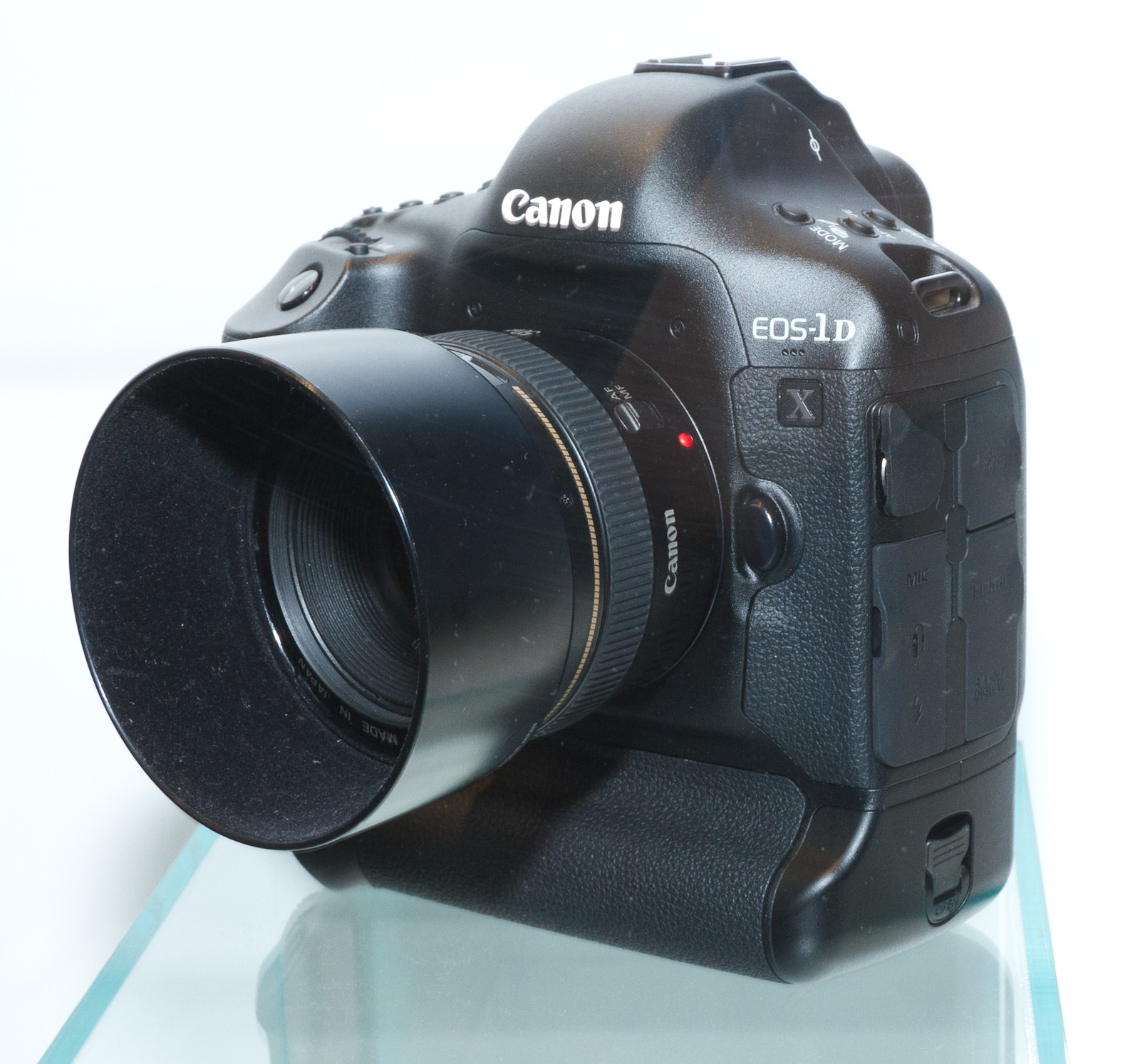
Canon EOS 1D X

Canon EOS 1D X är en fullformats (24 × 36 mm) digital systemkamera från Canon. Den ersätter de båda helproffsmodellerna EOS 1D Mark IV och EOS 1Ds Mark III. Kameran lanserades 2011-10-18 och leveranser till Sverige kom igång under 2012. 
Huvudsakliga egenskaper:
- 18,1 megapixels CMOS-fullformatssensor. (Jämfört med 21,1 megapixel i EOS 1Ds Mark III och EOS 5D Mark II. Sänkt för lägre brus.)
- Serietagning upp till 14 b/s och höghastighetsläge på 16 b/s; max 120 JPG, 36 RAW.
- Sensorkänslighet ISO 100–51 200, upp till ISO 204 800 manuellt, lägsta ISO 50.
- 61-punkters autofokussystem med 41 korsformiga punkter.
- Exponering med RGB AE-mätsystem på 100 000 pixels med egen DIGIC 4 processor. 252 mätzoner i bra ljus, 35 i svagt ljus.
- Filmning i Full HD 1080p.
- Dubbla "DIGIC 5+"-processorer för bildbehandling.
- Clear View II LCD-skärm på 8,11 cm (3,2”) och 1 040 000 punkter.
- Gigabit Ethernet-port.
- Dubbla CF-kortplatser, i stället för en CF och en SD/SDHC, som det varit sen 1D Mark II.